# Drug Research
Drug Research, abgekürzt Drug Res., ist eine wissenschaftliche Zeitschrift, die vom Thieme-Verlag veröffentlicht wird. Die Zeitschrift wurde im Jahr 1951 unter dem Namen Arzneimittel-Forschung veröffentlicht. Der Name wurde später um den englischen Begriff „Drug Research“ erweitert. Im Jahr 2013 wurde er auf den englischen Namen verkürzt. Derzeit erscheint die Zeitschrift monatlich. Einen Schwerpunkt der Zeitschrift stellen Artikel zur translationalen Medizin und deren Anwendung für die Arzneimittelentwicklung dar.
Der Impact Factor lag im Jahr 2014 bei 0,702. Nach der Statistik des ISI Web of Knowledge wird das Journal mit diesem Impact Factor in der Kategorie medizinische Chemie an 57. Stelle von 59 Zeitschriften, in der Kategorie multidisziplinäre Chemie an 121. Stelle von 157 Zeitschriften und in der Kategorie Pharmakologie und Pharmazie an 229. Stelle von 254 Zeitschriften geführt.
Chefherausgeber ist Martin Wehling, Universitätsklinikum Mannheim.